# Cypripedium passerinum
Cypripedium passerinum é uma espécie de orquídea terrestre, família Orchidaceae, que habita do Alasca a Montana, estados norte-americanos.